# Bosco Lin Chi-nan
Bosco Lin Chi-nan (chinês: 林吉男 Lín Jínán; Pingtung, 14 de maio de 1943) é um clérigo taiwanês e bispo católico romano emérito de Tainan.
Bosco Lin Chi-nan foi ordenado sacerdote em 12 de abril de 1973.
Em 28 de setembro de 1992, o Papa João Paulo II o nomeou Bispo Auxiliar de Kaohsiung e Bispo Titular de Alexanum. O Bispo de Kaohsiung, Paul Shan Kuo-hsi SJ, concedeu sua consagração episcopal em 2 de janeiro do ano seguinte; Os co-consagradores foram Joseph Lin Thien-chu, Bispo de Chiayi, e Matthew Kia Yen-wen, Arcebispo Emérito de Taipei.
Em 24 de janeiro de 2004, foi nomeado Bispo de Tainan.
Em 14 de novembro de 2020, o Papa Francisco aceitou sua aposentadoria por motivos de idade. Já em 19 de junho de 2021, o Papa aceitou a renúncia de seu sucessor John Lee Juo-Wang e nomeou Bosco Lin Chi-nan como Administrador Apostólico de Tainan.